# Пшеничная тортилья
Пшеничная (мучная) тортилья (/tɔːrˈtiːə/, /-jə/) —   разновидность мягкой, тонкой лепёшки, приготовленной из пшеничной муки тонкого помола. Изготовленное из теста на основе муки и воды, его прессуют и готовят, как кукурузные лепёшки .   В самых простых рецептах используются только мука, вода, жир и соль, но коммерческие мучные лепешки обычно содержат химические дополнения, такие как разрыхлитель и другие ингредиенты.
Мучные лепёшки возникли в Испании во время мусульманского завоевания страны, которое длилось восемь столетий и оставило след в культуре, языке и кухне Пиренейского полуострова.
По другой из версий,   мучные лепёшки возникли в северных мексиканских штатах Чиуауа, Дуранго, Сонора и Синалоа, где  территория более  пригодна для выращивания пшеницы, нежели кукурузы. В последнее время они стали неотъемлемой частью мексиканско-американской (особенно в форме буррито), мексиканской и техасско-мексиканской кухни. Некоторые также  приписывают происхождение мучных лепешёк еврейским  иммигрантам США.
Тортилья на иберийском испанском языке также означает омлет, потому данную лепёшку не стоит путать с испанской тортильей и другими схожими блюдами на основе яиц.
Сегодня личное и промышленное (в мексиканском стиле) оборудование для изготовления лепешёк облегчило и ускорило этот процесс. Деревянные прессы для лепешёк с ручным управлением в прошлом привели к появлению сегодняшних промышленных машин для приготовления, которые могут производить до 60 000 лепешёк в час.